# Elecciones estatales de Jalisco de 2021
Las elecciones estatales de Jalisco de 2021 se realizaron el domingo 6 de junio de 2021, y en ellas se renovaron los titulares de los siguientes cargos de elección popular del estado mexicano de Jalisco:
- 38 diputados estatales: 20 diputados electos por mayoría relativa y 18 designados mediante representación proporcional para integrar la LXIII Legislatura.
- 125 ayuntamientos: Compuestos por un presidente municipal, un síndico y sus regidores. Electos para un periodo de tres años.

## Organización

### Partidos políticos
En las elecciones estatales tienen derecho a participar trece partidos políticos. Diez son partidos políticos con registro nacional: Partido Acción Nacional (PAN), Partido Revolucionario Institucional (PRI), Partido de la Revolución Democrática (PRD), Partido del Trabajo (PT), Partido Verde Ecologista de México (PVEM), Movimiento Ciudadano (MC), Movimiento Regeneración Nacional (MORENA), Partido Encuentro Solidario (PES), Fuerza por México (FPM) y Redes Sociales Progresistas (RSP). Y tres partidos políticos estatales: Somos, Futuro y Hagamos.

### Proceso electoral
La campaña electoral inicia el 4 de abril y se extiende durante ocho semanas, hasta el 2 de junio. La votación se realiza el domingo 6 de junio de 2021, de 8 de la mañana a 6 de la tarde, en simultáneo con las elecciones federales. Se estima que el computo final de resultados se publique el 13 de junio.

### Distritos electorales
Para la elección de diputados de mayoría relativa del Congreso del Estado de Jalisco, la entidad se divide en 20 distritos electorales.
| Distrito | Cabecera              | Municipios | Mapa |
| -------- | --------------------- | ---------- | ---- |
| 1        | Tequila               | 24         |      |
| 2        | Lagos de Moreno       | 7          |      |
| 3        | Tepatitlán de Morelos | 12         |      |
| 4        | Zapopan               | 1          |      |
| 5        | Puerto Vallarta       | 9          |      |
| 6        | Zapopan               | 1          |      |
| 7        | Tonalá                | 1          |      |
| 8        | Guadalajara           | 1          |      |
| 9        | Guadalajara           | 1          |      |
| 10       | Zapopan               | 1          |      |
| 11       | Guadalajara           | 1          |      |
| 12       | Tlajomulco de Zúñiga  | 1          |      |
| 13       | San Pedro Tlaquepaque | 2          |      |
| 14       | Guadalajara           | 1          |      |
| 15       | La Barca              | 9          |      |
| 16       | San Pedro Tlaquepaque | 1          |      |
| 17       | Jocotepec             | 15         |      |
| 18       | Autlán de Navarro     | 22         |      |
| 19       | Zapotlan el Grande    | 18         |      |
| 20       | Tonalá                | 5          |      |

## Resultados

### Congreso del Estado de Jalisco

Diputados LXIII Legislatura del Congreso del Estado de Jalisco.

|  | 33.62 % |

|  | 21.77 % |

|  | 13.10 % |

|  | 12.47 % |

|  | 4.81 % |

|  | 4.07 % |

|  | 3.22 % |

|  | 1.54 % |

|  | 1.53 % |

|  | 1.34 % |

|  | 0.79 % |

|  | 0.74 % |

|  | 0.42 % |

|  | 0.32 % |

|  | 100 % |

### Ayuntamientos

Distribución de los ayuntamientos por partido político.

|  | 34.65 % |

|  | 18.55 % |

|  | 12.55 % |

|  | 11.40 % |

|  | 5.38 % |

|  | 4.24 % |

|  | 3.51 % |

|  | 1.92 % |

|  | 1.71 % |

|  | 1.56 % |

|  | 1.48 % |

|  | 0.78 % |

|  | 0.65 % |

|  | 0.20 % |

#### Guadalajara
|  | 45.66 % |

|  | 24.54 % |

|  | 8.01 % |

|  | 7.67 % |

|  | 4.46 % |

|  | 3.03 % |

|  | 1.37 % |

|  | 1.12 % |

|  | 0.98 % |

|  | 0.58 % |

|  | 0.42 % |

|  | 0.32 % |

|  | 0.28 % |

#### San Pedro Tlaquepaque
|  | 32.31 % |

|  | 30.05 % |

|  | 12.16 % |

|  | 9.48 % |

|  | 3.67 % |

|  | 2.73 % |

|  | 2.39 % |

|  | 1.75 % |

|  | 1.64 % |

|  | 1.26 % |

|  | 1.06 % |

|  | 0.77 % |

|  | 0.65 % |

#### Zapopan
|  | 47.60 % |

|  | 17.97 % |

|  | 15.14 % |

|  | 7.74 % |

|  | 6.05 % |

|  | 1.81 % |

|  | 1.09 % |

|  | 0.66 % |

|  | 0.57 % |

|  | 0.45 % |

|  | 0.33 % |

|  | 0.33 % |

|  | 0.18 % |